# Allium mairei
Allium mairei là một loài thực vật có hoa trong họ Amaryllidaceae. Loài này được H.Lév. mô tả khoa học đầu tiên năm 1909.